# Liojoppa centralis
Liojoppa centralis là một loài tò vò trong họ Ichneumonidae.